# Ceto (Brescia)
Ceto – miejscowość i gmina we Włoszech, w regionie Lombardia, w prowincji Brescia.
Według danych na rok 2004 gminę zamieszkiwało 1860 osób, 58,1 os./km².